# 불감증
불감증(hypoactive sexual desire disorder, HSDD, inhibited sexual desire, ISD)은 임상의의 판단에 의해 성적 환상과 성욕의 부재를 특징으로 하는 성 기능 장애의 하나이다. 질병으로 간주되기 위해서는 고통이나 대인관계의 어려움이 있어야 하며 다른 정신병, 약물(합법적이든 아니든), 일부 기타 질병이 있는 경우가 아니어야 한다.
불감증은 보편불감증(일반적으로 성욕이 전혀 없음), 상황불감증(성욕은 있으나 현재의 파트너에게 성욕이 없음) 등으로 나눌 수 있다.

## 같이 보기
- 성욕과다증